# جنتامایسین
جنتامایسین (به انگلیسی: Gentamicin) یک آنتی‌بیوتیک است که برای درمان انواع مختلفی از عفونت‌های باکتریایی استفاده می‌شود. این عفونت‌ها شامل عفونت‌های استخوان، التهاب درون‌شامه قلب، بیماری التهابی لگن، مننژیت، سینه‌پهلو، عفونت‌های دستگاه ادراری و سپتیسمی است. این دارو برای سوزاک یا عفونت‌های کلامیدیا مؤثر نیست. جنتامایسین را می‌توان به‌صورت داخل وریدی، با تزریق عضلانی یا به‌صورت موضعی تجویز کرد. استفادهٔ موضعی، ممکن است در سوختگی‌ها یا برای عفونت‌های بیرونی چشم تجویز شود. جنتامایسین اغلب فقط برای دو روز و تا زمانی که کشت باکتریایی مشخص کند که عفونت به کدام آنتی‌بیوتیک خاص حساس است، مصرف می‌شود. دوز مورد نیاز این دارو، باید با آزمایش خون کنترل شود.
جنتامایسین می‌تواند باعث مشکلات گوش درونی و مشکلات کلیوی شود. مشکلات گوش درونی می‌تواند شامل مشکلات در تعادل و کاهش شنوایی باشد و این مشکلات ممکن است دائمی باشند. این آنتی‌بیوتیک، اگر در دوران بارداری استفاده شود، می‌تواند به جنین در حال رشد، آسیب برساند. با این‌حال، به‌نظر می‌رسد که برای استفاده در دوران شیردهی بی‌خطر باشد. جنتامایسین نوعی آمینوگلیکوزید است و با اختلال در توانایی باکتری برای ساخت پروتئین عمل می‌کند، که این ویژگی به‌طور معمول، باکتری‌ها را از بین می‌برد.
جنتامایسین که به‌طور طبیعی توسط باکتری Micromonospora purpurea تولید می‌شود، در سال ۱۹۶۲ ثبت اختراع شد و در سال ۱۹۶۴ برای استفادهٔ پزشکی تأیید شد. این آنتی‌بیوتیک از کشت میکرومونوسپورا با سوراخ کردن دیواره سلولی باکتری جمع‌آوری می‌شود. جنتامایسین، در فهرست داروهای ضروری سازمان جهانی بهداشت قرار دارد و به‌عنوان یک داروی بسیار مهم در پزشکی و یک داروی ژنریک در دسترس است.

## موارد مصرف
جنتامایسین یک آنتی‌بیوتیک بیمارستانی است. به‌دلیل عوارض شدید (آسیب به کلیه، شنوایی و سیستم تعادل بدن) برای عفونت‌های خفیف تجویز نمی‌شود. بیشتر در عفونت‌های حاد میکروب‌های گرم منفی مانند پیلونفریت حاد، عفونت خون یا سپتیسمی، مننژیت، عفونت مجاری صفراوی و برخی دیگر از عفونت‌های پیچیده به کار می‌رود. البته به دلیل عوارض جدّی و گستردهٔ این دارو امروزه کاربردش بسیار محدود شده است.

## مکانیسم اثر
همهٔ آمینوگلیکوزیدها با اتصال به ریبوزوم مانع سنتز پروتئین در باکتری می‌شوند در نتیجه اثر باکتری‌کش دارند. نفوذ این داروها به درون پوشش سلول‌های باکتریایی وابسته به اکسیژن است و به همین دلیل بر روی بی‌هوازی‌های اجباری اثر ناچیزی دارند. مهارکننده‌های سنتز دیواره سلولی مانند پنی‌سیلین‌ها انتقال آمینوگلیکوزیدها را افزایش می‌دهند.

## موارد منع مصرف
- حساسیت مفرط به دارو و سایر آمینوگلیکوزیدها.[۱۵]
- آمپول جنتامایسین (به‌دلیل عوارض بالا) در خارج از بیمارستان نباید تزریق شود.
- در بیماران کلیوی مطلقاً نباید استفاده شود.
- برای زنان باردار منع مصرف دارد، چون مصرف آن می‌تواند به جنین آسیب وارد کند.
- دورهٔ درمان طولانی‌مدت با این دارو (بیش از دو روز) پرخطر است و ریسک عوارض جانبیِ آن را بسیار بالا می‌برد.
- در مصرف همزمان این دارو با سایر آنتی‌بیوتیک‌ها به خصوص داروهای سمّی برای کلیه مانند فلوروکینولونها، خطر آسیب، دیدگی و مسمومیت کلیه بسیار بالاست.

## عوارض جانبی
آسیب شنوایی (اتوتوکسیسیتی)، مسمومیت کلیه، (نفروتوکسیسیتی)، نفروز (آسیب به غشای پایه گلومرول‌های کلیه)، نارسایی حاد کلیه، نفریت بینابینی (التهاب کلیه)، پروتئینوری، هماچوری (خونریزی کلیه)، کاهش تحرک اسپرم در جنس مذکر، دهلیز شنوایی، عصبی: سردرد، دپرسیون تنفسی.
- جنتامایسین در زمانی کوتاه می‌تواند باعث مسمومیت و اختلال کارکرد کلیه، التهاب و نکروز رگ‌های گلومرولی شود که باعث نارسایی حاد یا مزمن کلیه می‌شود.
- مصرف همزمان جنتامایسین با سایر آنتی‌بیوتیک‌ها، خطرِ مسمومیت و آسیب کلیه را بسیار بیشتر می‌کند. هنگامِ مصرف این دارو، باید مقدار زیادی آب به بدن برسد تا کلیه‌ها بتوانند سریع جنتامایسین را دفع کنند، زیرا عدم دفع به موقعِ این دارو و جذب آن در سلول‌های کلیه، احتمال مسمومیت و آسیب کلیه را بسیار بالا می برَد.
- با توجه به آزمایش‌های متعدد و یافته‌های بالینی در کشورهای مختلف و در طی چندین دهه، عوارض شدید کلیوی و شنوایی جنتامایسین حتی در دوزهای پایین قابل پیش‌بینی است.